# Скобели
Скобели́ — деревня в Виноградовском районе Архангельской области России. Часть села Борок. Входит в состав Бо́рецкого сельского поселения.

## География
Деревня Скобели находится на правом берегу протоки Северной Двины Барчаха, к северу от устья реки Рёхта, напротив острова Теличий.
Через Скобели проходит автодорога Усть-Ваеньга — Осиново — Шиленьга — Корбала — Ростовское — Конецгорье — Рочегда — Кургомень — Топса — Сергеевская — Сельменьга — Задориха — Скобели — Фалюки.

## История
Деревня Скобели входила в состав Бо́рецкой волости Шенкурского уезда. В 1924 году деревня вошла в состав Кургоминской волости. С 2004 года деревня входит в состав Бо́рецкого сельского поселения с центром в посёлке Сельменьга. Хотя, первоначально, планировалось включить её в состав Бо́рецкого сельского поселения с центром в деревне Гридинская.

## Население
| 2002 | 2010 | 2012 |
| ---- | ---- | ---- |
| 9    | ↘4   | ↗6   |

Численность населения деревни, по данным Всероссийской переписи населения 2010 года, составляла 4 человека. В 2009 году в деревне числилось 9 человек.

### Карты
- Топографическая карта P-38-51,52. (Лист Сергеевская)
- Скобели на Wikimapia
- Скобели. Публичная кадастровая карта
- Топографическая карта P-38-052-C,D